# أفرو 523 بايك
أفرو 523 بايك (بالإنجليزية: Avro 523 Pike)‏ هي طائرة عسكرية متعددة المهام، بمحركين، أنتجت في بريطانيا. من صناعة أفرو. كان أول طيران لها في 1916. صنع منها 2 طائرة.